# CZ Loko
CZ Loko, a.s. är ett tjeckiskt verkstadsföretag, som är baserat i Česká Třebová i Tjeckien. Företaget är specialiserat på tillverkning av dieselelektriska växellok samt på reparation och modernisering av järnvägsfordon.
CZ Loko grundades 1995 under namnet Českomoravská komerční společnost i Nymburk och bytte namn först till ČMKS Holding 1999 och därefter till CZ Loko 2006, då det också flyttade företagets huvudkontor till Česká Třebová.
Finländska Fenniarail använder sedan 2015 CZ-diesellok i serie Dr18 både för linjetrafik och för tungt växlingsarbete.
Lok av typ CZ Loko Effishunter 1000 används sedan 2004 som beredskapslok/röjningslok på det svenska järnvägsnätet.

## Bildgalleri

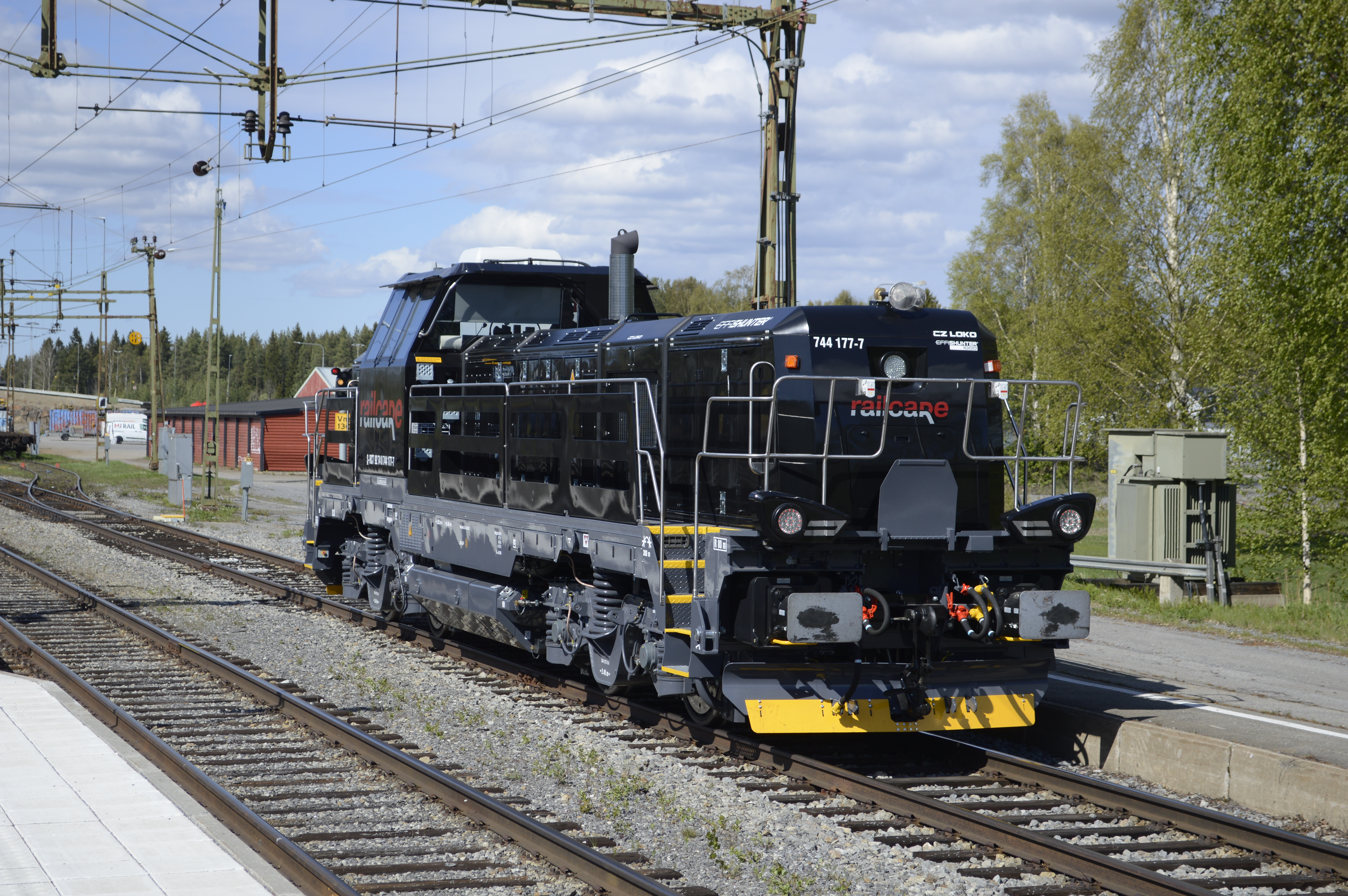
Railcare Effishunter 1000 på Vännäs station
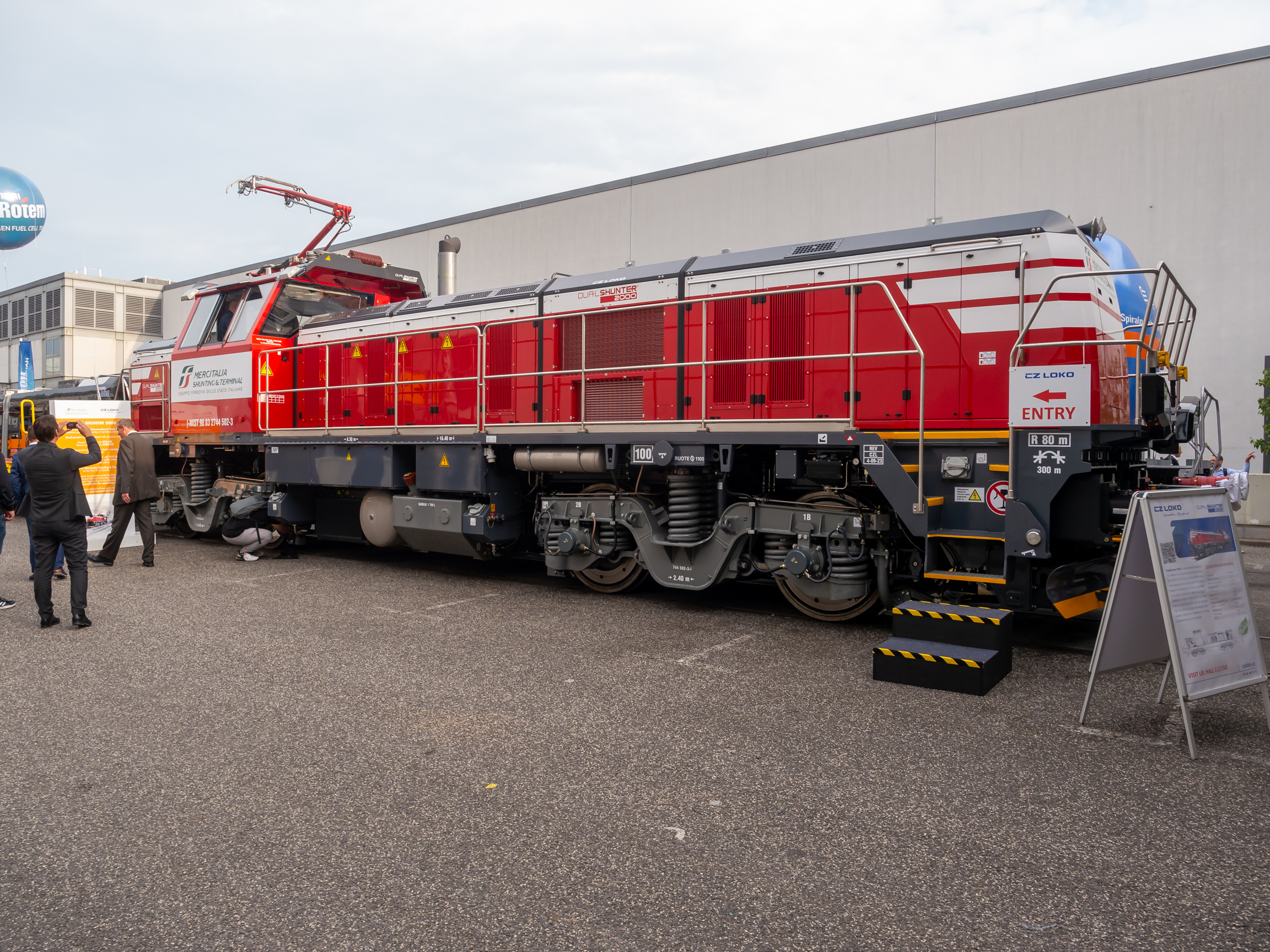
Hybrikväxellok batteri/diesel CZ Dual Shunter 2000
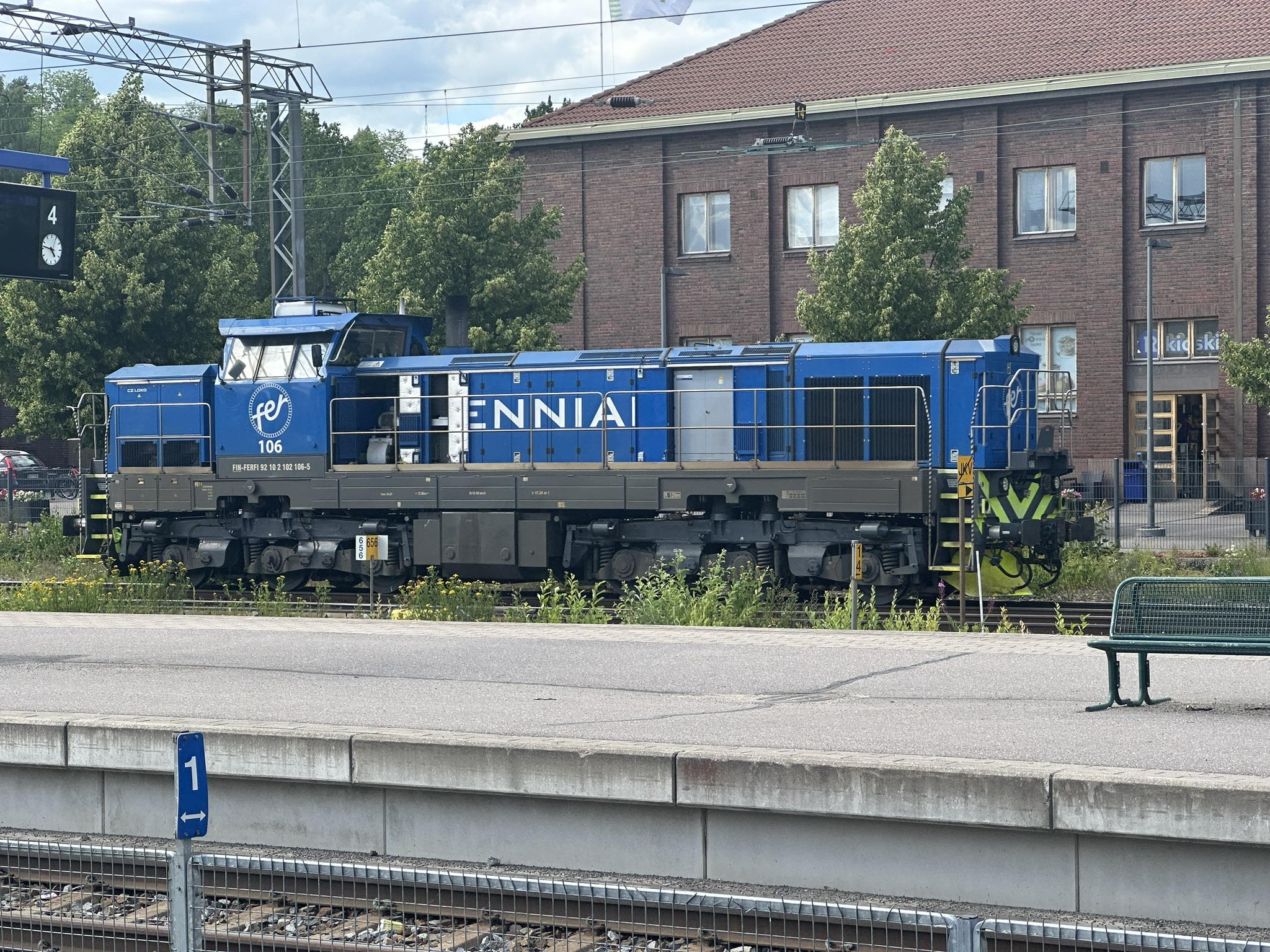
Fenniarails klass Dr18, CZ Effishunter 1600, diesellokomotiv på Lahtis järnvägsstation
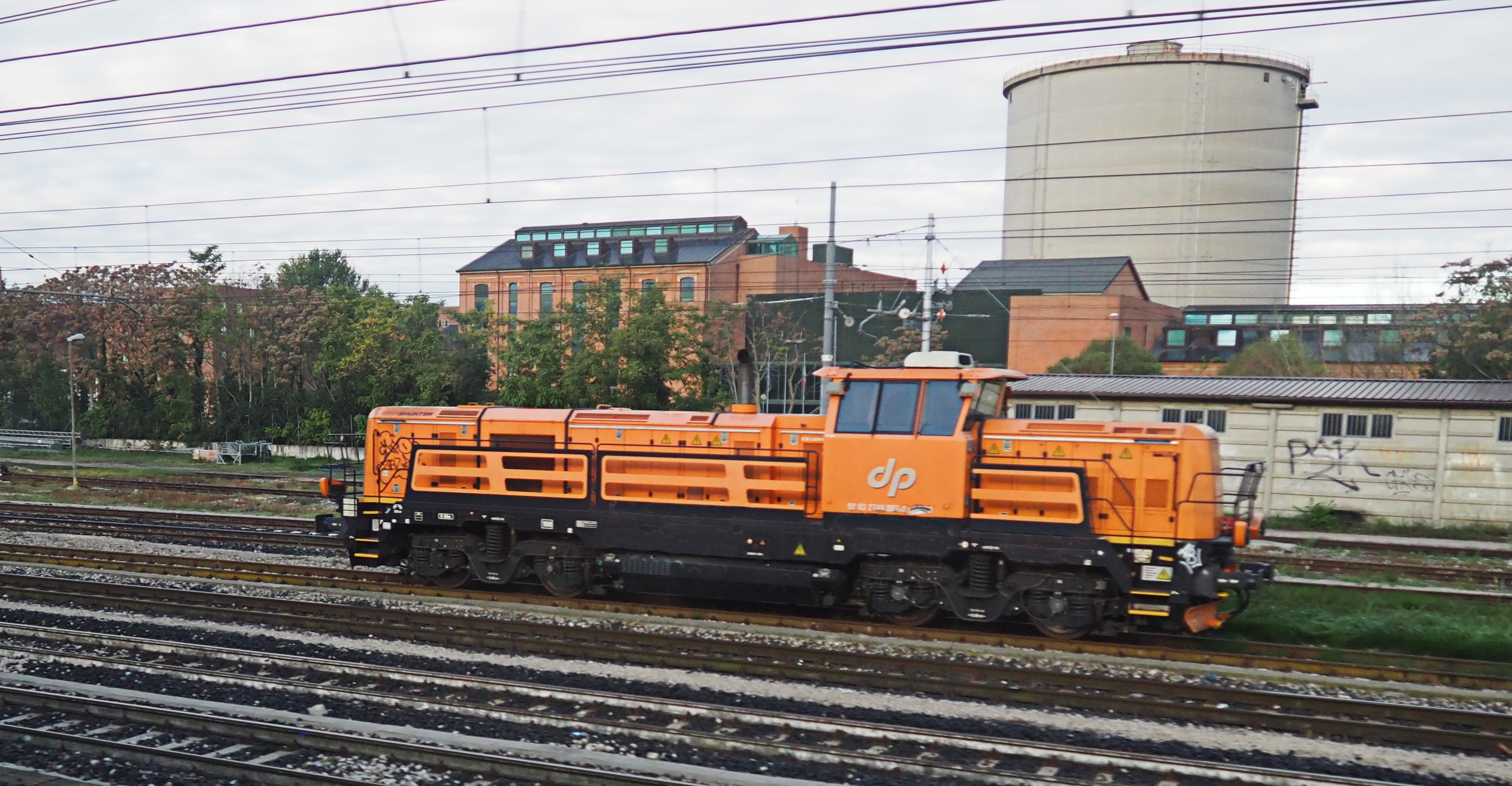
Effishunter 1000 på stationen i Ferrara i Italien